# Rudolf Berthold (Werkstoffprüfer)
Rudolf Berthold (* 22. Mai 1898 in Stuttgart; † 20. Januar 1960 in Tübingen) war ein deutscher Ingenieur und Professor. Er war ein Pionier der zerstörungsfreien Werkstoffprüfung und Gründer des heutigen Unternehmens Berthold Technologies, eines Herstellers von Messgeräten für ionisierende Strahlung.

## Leben
Nach einem ingenieurwissenschaftlichen Studium begann Rudolf Berthold seine berufliche Tätigkeit im Röntgeninstitut der Technischen Hochschule Stuttgart unter Richard Glocker. Später arbeitete er bei den Unternehmen Koch & Sterzel in Dresden und Siemens & Halske in Berlin, die ebenfalls in der technischen Anwendung von Röntgenstrahlung tätig waren. Dort entwickelte er bis 1932 ein Röntgengerät, das den Anforderungen der zerstörungsfreien Werkstoffprüfung genügte.
1933 gründete er die Gesellschaft zur Förderung Zerstörungsfreier Prüfverfahren (heute: Deutsche Gesellschaft für Zerstörungsfreie Prüfung e. V.), die die Röntgenstelle beim Staatlichen Materialprüfungsamt Berlin-Dahlem, die spätere Reichs-Röntgenstelle, betrieb. Dort wurden neben dem Einsatz von Röntgenstrahlung auch Verfahren ohne Anwendung ionisierender Strahlung wie die Magnetpulverprüfung und die Anwendung von Ultraschall entwickelt.
Während des Zweiten Weltkriegs verschlug es Berthold nach Bad Wildbad. Dort gründete er 1949 das Laboratorium Prof. Dr. Rudolf Berthold, das heutige Unternehmen Berthold Technologies, das er bis zu seinem Tod 1960 leitete.